# Тенант (Ајова)
Тенант (енгл. Tennant) град је у америчкој савезној држави Ајова. По попису становништва из 2010. у њему је живело 68 становника.

## Демографија
Према попису становништва из 2010. у граду је живело 68 становника, што је -5 (-6.8%) становника више него 2000. године.
| Група             | 2000.       | 2010.       |
| Белци             | 73 (100.0%) | 68 (100.0%) |
| Афроамериканци    | 0 (0,0%)    | 0 (0,0%)    |
| Азијати           | 0 (0,0%)    | 0 (0,0%)    |
| Хиспаноамериканци | 0 (0,0%)    | 0 (0,0%)    |
| Укупно            | 73          | 68          |